# Otrøya
Otrøya  est la plus grande île de la commune de Molde, du comté de Møre og Romsdal, dans la mer de Norvège.

## Description
L'île de 75,5 km2 se trouve à l'entrée du Romsdalsfjord entre l'île de Midøya et la péninsule de Romsdal. Le village principal est le village de Midsund à l'extrémité ouest de l'île. D'autres colonies incluent Uglvik et Raknes sur le côté nord de l'île et Nord-Heggdal (en) sur le côté sud-est de l'île. L'Église de Norvège a deux églises sur l'île : Otrøy Church (en) et la chapelle Nord-Heggdal.
Le pont de Midsund relie Otrøya à l'île de Midøya à l'ouest. À l'extrémité est de l'île, il y a une liaison par ferry à travers le détroit de Julsundet jusqu'au village de Mordal dans la municipalité de Molde.
Les industries principales sont la pisciculture et les ateliers de la flotte de pêche.

## Galerie

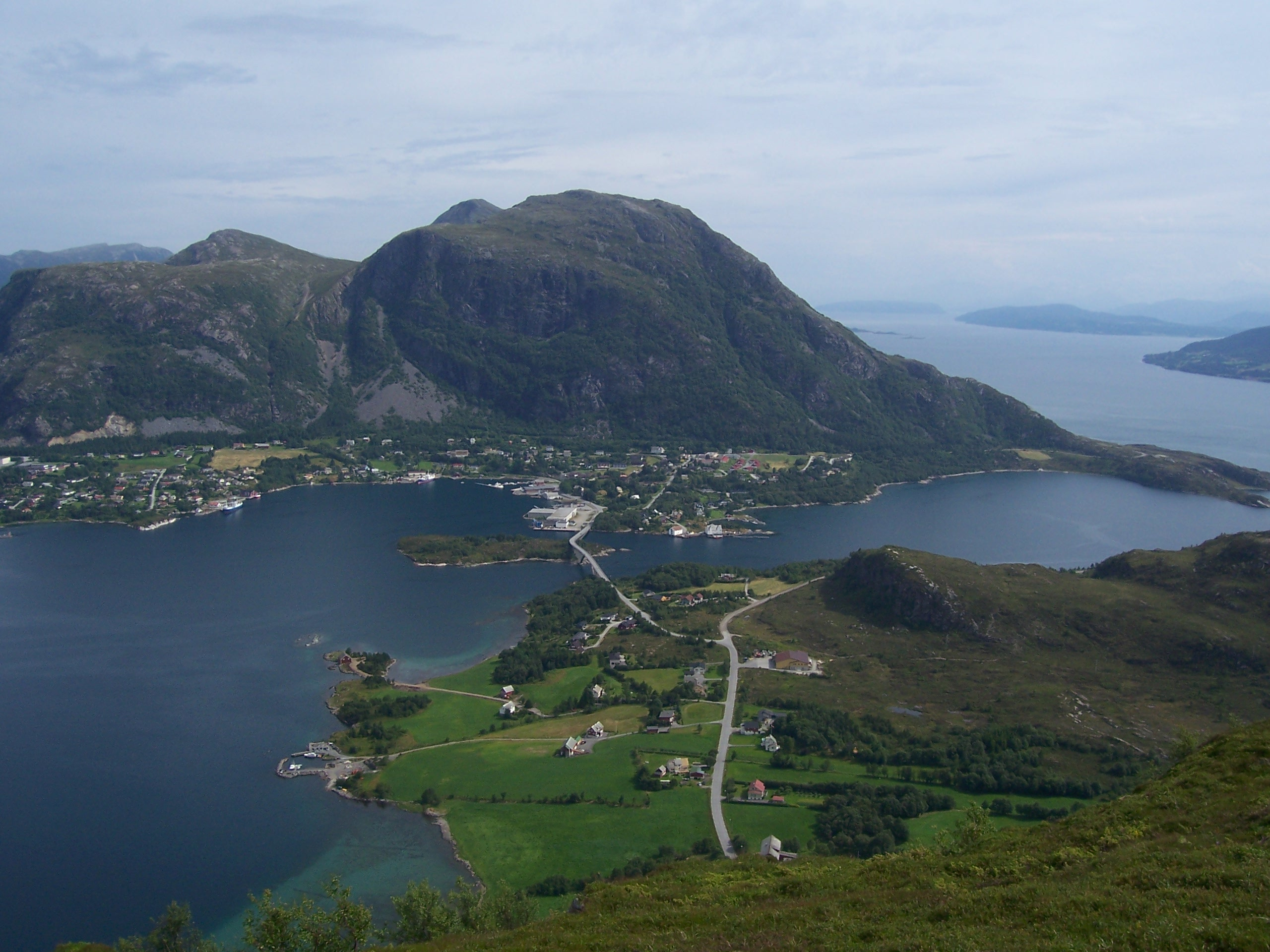
Pont qui relie les îles Otrøya (côté éloigné) et Midøya.
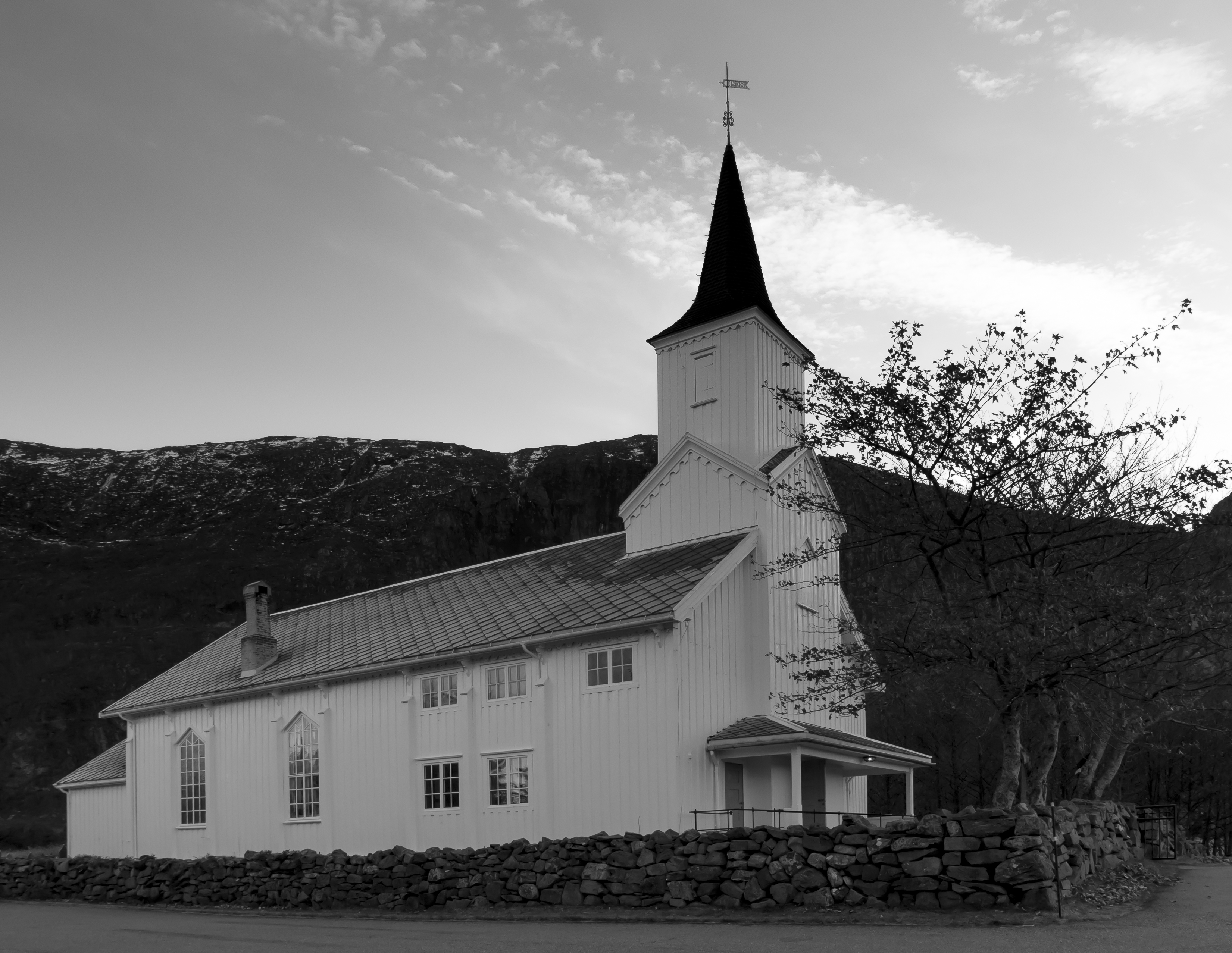
Eglise d'Otrøy
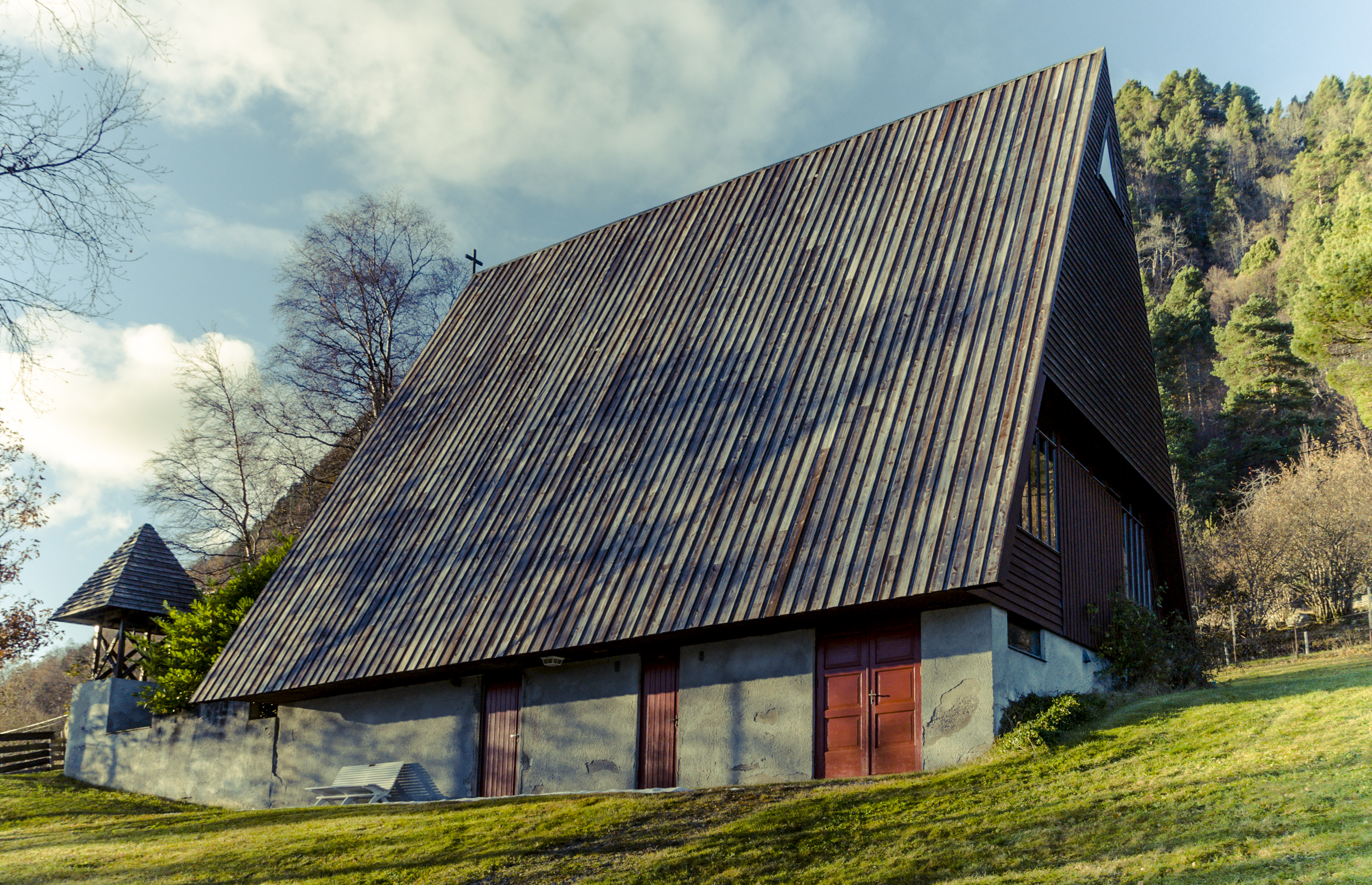
Chapelle de Nord-Heggdal